# Kiesen
Kiesen es una comuna suiza del cantón de Berna, situada en el distrito administrativo de Berna-Mittelland. Limita al norte con la comuna de Wichtrach, al este con Oppligen, al sur con Heimberg, al suroeste con Uttigen, y al oeste con Jaberg.
Hasta el 31 de diciembre de 2009 situada en el distrito de Konolfingen.

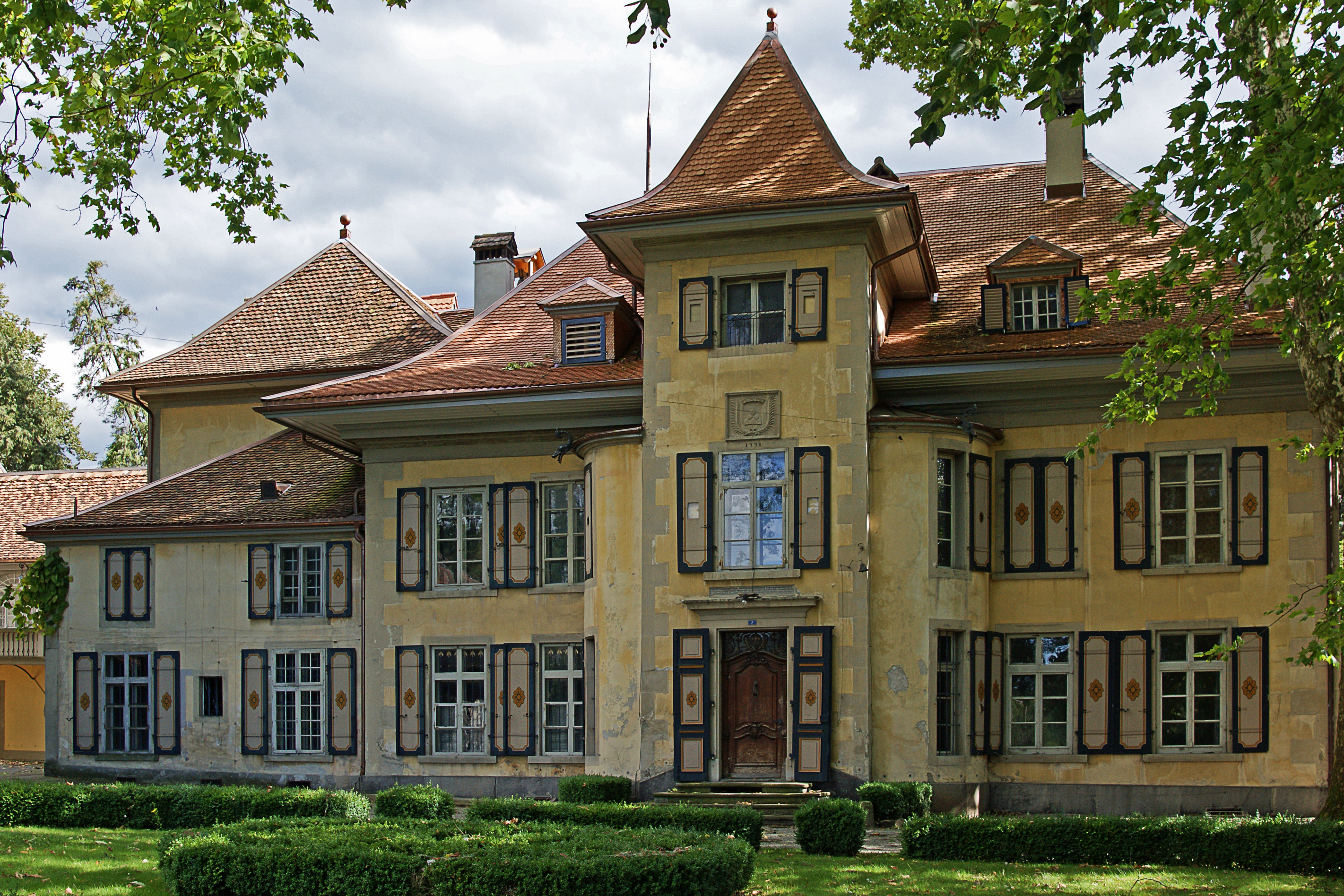
Castillo de Kiesen.